# 그렘린 (질의어)
그렘린(Gremlin)은 아파치 소프트웨어 재단의 아파치 팅커팝(Apache TinkerPop)이 개발한 그래프 순회 언어이자 가상 머신이다. 그렘린은 OLTP 기반 그래프 데이터베이스, OLAP 기반 그래프 프로세서와 함께 동작한다.
그렘린의 오토마타 및 함수형 언어 파운데이션은 그렘린이 자연스럽게 명령형, 선언형 쿼리, 호스트 언어 아그노스티시즘, 사용자 지정 도메인 특화 언어, 확장 가능한 컴파일러/옵티마이저, 싱글 및 멀티 실행 모델, hybrid depth- 및 breadth-first 평가, 튜링 완전을 지원할 수 있게 한다.

## 역사
- 2009-10-30 프로젝트 탄생, 팅커팝(TinkerPop)의 이름
- 2009-12-25 v0.1 최초 릴리스
- 2011-05-21 v1.0 출시
- 2012-05-24 v2.0 출시
- 2015-01-16 팅커팝이 아파치 인큐베이터 프로젝트가 됨
- 2015-07-09 v3.0.0-incubating 출시
- 2016-05-23 아파치 팅커팝이 최상위 프로젝트로 됨
- 2016-07-18 v3.1.3 및 v3.2.1이 아파치 팅커팝으로 첫 출시
- 2017-12-17 v3.3.1 출시

## 벤더 연동
그렘림은 아파치2-라이선스의 그래프 순회 언어이며 그래프 시스템 벤더들에 의해 사용할 수 있다. 일반적으로 두 종류의 그래프 시스템 벤더가 있다: OLTP 그래프 데이터베이스 및 OLAP 그래프 프로세서. 아래의 표는 그렘린을 지원하는 그래프 벤더를 요약한 것이다.
| 벤더                       | 그래프 시스템       |
| -------------------------- | ------------------- |
| Neo4j                      | 그래프 데이터베이스 |
| OrientDB                   | 그래프 데이터베이스 |
| DataStax Enterprise (5.0+) | 그래프 데이터베이스 |
| Hadoop (Giraph)            | 그래프 프로세서     |
| Hadoop (Spark)             | 그래프 프로세서     |
| InfiniteGraph              | 그래프 데이터베이스 |
| JanusGraph                 | 그래프 데이터베이스 |
| Cosmos DB                  | 그래프 데이터베이스 |
| Amazon Neptune             | 그래프 데이터베이스 |
| Ontotext 그래프DB          | Triplestore         |

## 순회의 예
그렘린-그루비 환경에서 다음의 그렘린 쿼리 및 응답의 예는 MovieLens 데이터셋의 그래프 표현에 상대적이다. 데이터셋에는 영화를 평가하는 사용자들이 포함되어 있다. 사용자는 각자 하나의 직업이 있으며 각 영화는 그와 연계된 하나 이상의 분류가 있다. MovieLens 그래프 스키마는 아래와 같다.
```
user
--
rated
[
stars
:
0
-
5
]-->
movie

user
--
occupation
-->
occupation

movie
--
category
-->
category

```

### 단순 순회
| “ | 그래프의 각 꼭짓점의 경우 레이블을 제외시키고 개개의 레이블을 묶고 계수할 것. | ” |

```
gremlin
>
 
g
.
V
().
label
().
groupCount
()

==>[
occupation:
21
,
 
movie:
3883
,
 
category:
18
,
 
user:
6040
]

```

| “ | 만들어진지 가장 오래된 영화의 연도는? | ” |

```
gremlin
>
 
g
.
V
().
hasLabel
(
'movie'
).
values
(
'year'
).
min
()

==>
1919

```

| “ | 다이 하드의 평균 평점은? | ” |

```
gremlin
>
 
g
.
V
().
has
(
'movie'
,
'name'
,
'Die Hard'
).
inE
(
'rated'
).
values
(
'stars'
).
mean
()

==>
4.121848739495798

```

## 같이 보기
- SPARQL